# Hardcore punk
Hardcore punk (of slechts hardcore) is een bijzonder harde vorm van gitaarmuziek, met raakvlakken met punk en heavy metal eind jaren zeventig ontstaan in de Verenigde Staten. Het wordt gekenmerkt door korte, luide en vaak boze nummers met een snel tempo en snelle akkoordwisselingen. 
Hardcore is ontstaan eind jaren 70, begin jaren 80 in Noord-Amerika, vooral in Los Angeles en Washington, maar ook in New York, Vancouver, Boston en andere steden. Hardcore is ontstaan uit de punk, maar is daarnaast ook een reactie erop. Begin jaren tachtig begonnen jongeren uit achterbuurten en uit de punkscene zich te groeperen om zo het harde bestaan een beetje te ontvluchten en samen een eenheid te vormen. Punk was, volgens deze jongeren, niet goed in staat om een vuist te vormen tegen de buitenwereld, omdat de idealen er wel waren maar een overvloed aan drank, drugs en conflicten de bewerkstelliging van het punkideaal belemmerden; om deze reden worden hardcore en straight edge vaak in één adem genoemd.
Hardcore nummers worden vaak gekarakteriseerd door korte, harde nummers over maatschappelijke onderwerpen als de overheid, kapitalisme, anarchisme, oorlog en de subcultuur zelf.

## Geschiedenis

### Opkomst van punkmuziek
Met de komst van bands als The New York Dolls en The Velvet Underground, begin jaren 70, ontstond er een nieuwe stroming in de rockmuziek, achteraf benoemd als protopunk. Net als bij het ontstaan van rock-'n-roll, was er een groep jongeren die zich afzette tegen de bestaande orde.
Deze jongeren zetten zich af tegen de orde van de dag. Veel jongeren waren werkloos en verveling vormde het hoogtepunt van de dag. Ook hadden de jongeren het helemaal niet op de populaire genres in de muziek van die tijd. Het waren de hoogtijdagen van de symfonische rock, de glitterrock en de jazzrock. Deze muziek bevatte veel langdradige improvisaties en solo’s. De jongeren wilden terug naar de basis, de oergeluiden, de simpele muziek. Twee akkoorden, snel gespeeld en hard een tekst schreeuwen waren de basis van punkmuziek.
Zoals elk muziekgenre, evolueerde ook de punk. Eind jaren zeventig werd het strikte rechttoe rechtaan drie akkoorden stramien gaandeweg meer losgelaten door de eerste generatie. Hieruit ontstonden meer experimentele genres, waaronder de postpunk, artpunk en het Nederlandse ultra. De postpunk vergroeide al snel tot de steeds commerciëler wordende new wave. De new wave was een gestileerde vervolging waarbij nette kleding, make-up, videoclips, strakke productietechnieken en commerciële ambities werden niet geschuwd om tot een zo groot mogelijk verkoopsucces te komen.
Het gevolg hiervan was echter, dat fanatieke volgelingen van het oorspronkelijke idee achter de punk een extremere vorm van punkmuziek ontwikkelden, zich weer afzettend tegen de opkomende new wave-stroming. Hardcore (Engels voor harde kern) was officieel geboren.

### Geboorte van hardcore punk
De herkomst van de term "hardcore" is onzeker, maar er wordt geclaimd dat deze term is afgeleid van het in 1981 uitgebrachte album Hardcore81 van D.O.A.. Hardcore punk kan teruggeleid worden naar drie Amerikaanse bands: Black Flag, Bad Brains, en Minor Threat. Black Flag was een Amerikaanse hardcore punk-band, opgericht in 1976 in Zuid-Californië onder de leiding van Greg Ginn, de gitarist, songwriter en het enige constante lid van de band. Het meeste materiaal werd uitgebracht via Ginns eigen platenlabel, SST Records. Door de jaren heen werd de band ook een van de eerste punkbands die elementen van heavy metal, jazz en modern klassiek gebruikten in hun muziek. Bad Brains is opgericht in Washington D.C. in 1977. Deze band introduceerde de enorm snelle tempo’s. Minor Threat werd ook opgericht in Washington, maar iets later in 1980. Minor Threat speelde een enorm snelle en agressieve vorm van hardcore, gebaseerd op de muziek van Bad Brains.
Dit waren drie bands die aan het begin staan van de huidige stroming, maar als men verder kijkt waren er al meer varianten van wat later hardcore genoemd werd te zien in de punkstromingen van de jaren zeventig. Een hiervan is de ep Out of Vogue (1979) van The Middle Class. Nog wel meer van invloed was het studioalbum (GI) van The Germs (1979), dat wordt gekenmerkt door het hoge tempo en de snelle akkoordenwisselingen. Ook uit het Californische Orange County kwamen punkbands die de hardcore punk beïnvloedden, zoals The Adolescents, Agent Orange, Social Distortion en T.S.O.L., waarvan de meesten met een meer melodisch poppunk-achtig geluid. De stroming vormde zich begin jaren tachtig naast eerdergenoemde bands ook rond bands als Fear, Sick of It All, Bad Religion, Teen Idles en later de Rollins Band en Fugazi.
Liefhebbers van de hardcore muziek zagen zichzelf (aanvankelijk) gewoon nog als punkers, ook al waren ze niet meer echt geïnteresseerd in de jaren zeventig punk van bands als Ramones en Sex Pistols. De hardcore-scene werd vooral in de begindagen gekenmerkt door een "doe-het-zelf" mentaliteit. De bands deden zelf hun eigen boekingen en promotie, waarbij ze opvielen door hun anti-rockstar mentaliteit en constante tours door heel de Verenigde Staten. In de scene wordt veel gebruikgemaakt van zelfgemaakte opnames, magazines, radio stations en shows en natuurlijk optredens. Ook werden er aparte hardcore kledingmerken opgericht, om de stijl uit te drukken.
Ook Nederland, Finland, Zweden, België en Duitsland hebben een grote hardcore-beweging. In Engeland is er zelfs een heel nieuwe stijl ontstaan. Deze streetpunk-stijl wordt UK 82 of UK hardcore genoemd, met bands als The Exploited, Charged GBH, Picture Frame Seduction, Discharge en Anti-Nowhere League. Deze Britse bands speelden muziek die erg leek op de Amerikaanse hardcore, echter dan met invloeden van de eerdere oi!-bands en de speedmetal van onder andere Motörhead.

### Jaren 80 en 90
In de jaren tachtig en negentig vormde zich steeds meer verschillende substromingen binnen hardcore punk, bijvoorbeeld de metalcore, het dochtertje van het genre hardcore samen met heavy metal. Deze stroming bevat de snelheid en agressie van hardcore punk, en de snelle gitaarriffs en technieken van de metal. Bekende bands uit dit genre zijn vandaag de dag onder andere As I Lay Dying, All That Remains en Killswitch Engage. Ook werden er combinaties gemaakt door bands als Nomeansno en Victims Family met muziekstijlen als psychedelische rock, progressieve rock, noise, jazz en mathrock. Deze ontwikkeling heeft stromingen als jazzcore en noisecore (The Locust, Lightning Bolt en Melt-Banana) voortgebracht. Ook werden verschillende metalstromingen gecombineerd met hardcore, waardoor stijlen ontstonden als mathcore (The Dillinger Escape Plan). In de jaren tachtig begonnen veel bands emotionele en persoonlijke aspecten in de muziek te voegen. Dit heeft zich ontwikkeld tot de stroming emocore (kort: emo). Ook hier zijn weer stromingen uit ontstaan, als bijvoorbeeld screamo.
Onder skaters is mede vanuit hardcore de skatepunk ontstaan, wat erg gelieerd was en is aan de skaters-subcultuur. Ook het geloof nam in de jaren 90 de touwtjes in handen en ontwikkelde christelijke hardcore, met meer religieus gerichte teksten.

## Concerten

### Dans
Hardcore-concerten gaan veelal gepaard met moshpits, stagediven en zogenaamde headwalks, die tegenwoordig echter nauwelijks meer voorkomen. Onder moshen verstaat men wild in het rond dansen zonder enige bedoeling iemand met opzet te verwonden of bezeren. Respect is zeer belangrijk in het kader van dit genre. Vaak wordt er hulp aangeboden aan diegenen die slachtoffer worden van het mosh-gebeuren, anders uitgedrukt: zij die struikelen of verwond geraken. Bij moshen gaat niet om geweld. Het is een manier om ook lichamelijk helemaal op te gaan in de muziek.

### Agressie
Hardcore-concerten gingen in het begin vaak gepaard met geweld tussen de bezoekers en de politie. Vaak waren de optredens illegaal, en omdat de muziek veel agressie uitstraalde, was het in de ogen van de politie een gevaarlijk medium. De Amerikaanse televisieshows CHiPs en Quincy brachten de agressieve hardcore-scene in beeld, en beschuldigde punks van relschoppen en zelfs moord.

## Gedachtegoed
Termen als "broederschap" en "eenheid" waren aanvankelijk onlosmakelijk verbonden met de hardcore-scene. De stroming ontstond als een tegenbeweging en met een sterk "wij-gevoel". Door de splitsing in diverse subgenres is dit gedachtegoed op de achtergrond geraakt. Ook het DIY-principe is gemeengoed in de hardcore-scene, wat resulteert in een veelvoud aan kleine, onafhankelijke platenmaatschappijen, boekingsbureaus en zelfgemaakte fanzines.

### Straight edge
Rondom de hardcore punk is een beweging ontstaan die erg belangrijk is en is geweest voor de denkwijzen. De voorman van Minor Threat, Ian MacKaye, stelde in zijn lied "Out of Step" de vermeende basisregels van deze beweging vast:
Don't smoke, don't drink, don't fuck, at least I can fucking think!— Ian MacKaye (1983)
Deze beweging wordt straight edge genoemd. MacKaye kwam tot deze leefwijze door de walging van het overmatige drank- en drugsgebruik wat hij onder de punkers zag. Hij vond dat dit tegen de politieke kracht en de ideologieën van de punk in ging.
Radicale aanhangers van deze beweging worden soms hardliners genoemd. Deze mensen roken niet, gebruiken geen drugs, drinken geen alcohol en onthouden zich van seksuele gemeenschap (zonder liefde). De hardliners zijn te herkennen aan zwarte kruizen (meestal drie) die op de handen zijn getekend of aangebracht met zwarte ducttape, of soms getatoeëerd zijn. Dit teken is ontstaan in Amerikaanse kroegen, waar minderjarigen en mensen die te veel op hadden met stift een zwart kruis op hun hand getekend kregen, zodat het barpersoneel wist dat er aan deze mensen geen alcohol geschonken mocht worden. Dit werd eerst enkel in een paar kroegen gedaan, maar sommige jongeren mochten nog altijd niet naar binnen om naar een concert te luisteren. Daarom werd het concept van een getekend kruis op de hand voorgesteld aan de kroegen en werden ze toegelaten om toch de bar te betreden en naar hun concerten te kunnen komen.

### Hare Krishna-beweging
In de jaren 80 was er aan de oostkust van de Verenigde Staten ook een scene gebaseerd op het gedachtegoed van de Hare Krishna-beweging populair, met bands als Shelter en 108. Ook de veelgeliefde New Yorkse band Cro-Mags flirtte in haar latere werk met Krishna. Veel bands die deze ideologie aanhingen stonden ook voor straight edge.

## Aardschoken Onno Cro-Mag
Eind 1987 meldde zich een nieuwe redacteur bij het tijdschrift Aardschok die vanaf toen vele recensies verzorgde van (hardcore) punkbands en ook interviews afnam. Dit deed hij 25 jaar lang onder de naam Onno Cro-Mag en vanwege zijn aparte recensies en zijn inspanningen om hardcore- en punkbands uit Nederland te laten doorbreken (in voornamelijk de Verenigde Staten) werd hij een internationale bekendheid in dit genre. Op 25 februari 2013 overleed Onno Cro-Mag (Onno van Ravensteijn) aan de gevolgen van een hartstilstand. Hij had in 2012 nog met de zanger van Agnostic Front een platenlabel opgezet en was ook geen onbekende in de vechtsportwereld. Cro-Mag (vernoemd naar zijn favoriete band) werd ook wel een wandelende encyclopedie genoemd op het gebied van hardcore punk.

## Stromingen
Hardcore heeft zich door de jaren heen uitgesplitst over diverse stijlen en substromingen. Enkele hiervan zijn:
- "Old school hardcore": met bands als Minor Threat, Negative FX, SSD, Youth Brigade, Government Issue, Black Flag, Circle Jerks, Mucky Pup en Miozän.
- New York hardcore (NYHC): Agnostic Front, Madball, Killing Time, Donnybrook, Breakdown, Sick of It All, Crown of Thornz, Caude for Alarm, Biohazard en Skarhead.
- Youth crew (snel en redelijk melodieus, maar wel gebaseerd op het straight edge-gedachtegoed): Youth of Today, Gorilla Biscuits, Floorpunch, Chain of Strength, Ten Yard Fight en Judge.
- Melodieuze hardcore (een modernere vorm van old school hardcore met melodieuzer en soms trager gitaarwerk waarin straight edge-principes nog een belangrijk onderdeel zijn): Verse, Have Heart en Champion.
- Metalcore (hardcore gecombineerd met elementen uit thrashmetal en deathmetal): August Burns Red, Merauder, Killswitch Engage, Morning Again, Caliban, All Out War, Hatebreed, Born from Pain. In België was er in de jaren negentig een invloedrijke metalcorescene genaamd H8000, met bands als Liar, Congress.
- Emocore (meer experimenteel en rockgericht en met tekstueel gezien een meer persoonlijke, emotionele lading): Fugazi, Rites of Spring, Moss Icon en Heroin. Tegenwoordig te onderscheiden in de old school emocore, en de tegenwoordige emocore.
- Mathcore (complexe, op het eerste gehoor chaotische maar speltechnisch gezien zeer doordachte en gestructureerde muziek, die vele stijlen combineert): Converge, The Dillinger Escape Plan en Botch.
- Christelijke hardcore: Zao, Strongarm en No Innocent Victim.

## Platenlabels
- Alternative Tentacles
- Alveran Records
- Bad Taste Records
- Blackout! Records
- Brain grenade Records
- Bridge 9 Records
- Burning Heart Records
- BYO Records
- Century Media
- Chainsawsafety Records
- Clean Plate Records
- Commitment Records
- Common Bond Records
- Complete control Records
- Coretex Records
- Crucial Response Records
- Deathwish Inc.
- Dischord
- Decline Records
- Ebullition Records
- Epitaph Records
- Equal Vision Records
- Eulogy Recordings
- Facedown Records
- Fat Wreck Chords
- Goodlife Recordings
- Grave Mistake Records

- Hellcat Records
- Indecision Records
- Iscream Records
- Kangaroo Records
- Lifeforce Records
- Madmob
- Nemesis Records
- New Age Records
- Not Just Words Records
- No Way Records
- Per koro Records
- Positive and focussed Records
- Powered Records
- Revelation Records
- Schism Records
- Shield Recordings
- Sorry state Records
- Spook City Records
- SST Records
- Swell Creek / Superhero Records
- TAANG! Records
- Third party Records
- Trustkill Records
- Uprising Records
- Victory Records
- Way back when Records
- Wishing well Records
- Wolverine Records